# Skolevalg 2021
Skolevalget 2021 er det fjerde skolevalg i Danmark. Der kan stemmes på 12 forskellige ungdomspartier om 175 fiktive pladser i Folketinget.
Skolevalget er et valg for danske skoleelever i 8., 9. og 10. klasser.
Ved valget får eleverne udleveret valgkort og stemmesedler, og der bliver stillet stemmebokse og valgurner op på skolerne. Til valget kunne de politiske ungdomsorganisationer stille op, hvis moderpartier var opstillingsberettigede til folketingsvalg.
Ideen om at afholde skolevalg kommer oprindeligt fra Valgretskommissionen, der blev nedsat af Dansk Ungdoms Fællesråd efter kommunalvalget 2009. Skolevalg er finansieret af Folketinget og Undervisningsministeriet og er udviklet i samarbejde med bl.a. fagkonsulenterne i samfundsfag fra CFU’ere i hele landet.
Statsminister Mette Frederiksen udskrev skolevalg søndag d. 26. september 2021.
Veganerpartiets Ungdom opstiller for første gang, det samme gør Rød Grøn Ungdom. Dog er Rød Grøn Ungdom også en del af Enhedslisten, ligesom Socialistisk Ungdomsfront. De to ungdomspartier kører derfor parløb som Enhedslisten.

## Forløb
"Forud for valghandlingen går et tre uger langt valgkamp-lignende undervisningsforløb, der understøtter flere fælles mål i samfundsfag. Undervisningsforløbet er gratis og kan gennemføres på to ugentlige samfundsfagstimer over de tre uger, men det vil være oplagt også at inddrage timer fra andre fag og fra den understøttende undervisning. Der  er også udviklet et undervisningsforløb til dansk. Begge vejledninger findes nederst på siden.
Undervisningsforløbet er delt op i tre moduler og skydes i gang søndag den 17. januar, hvor statsministeren udskriver Skolevalg. Herefter skal eleverne i den første uge orientere sig i 20 mærkesager og beslutte sig for, hvilke tre de vil kæmpe for. I anden uge skal eleverne i grupper lave et interview om en af mærkesagerne. Op til den sidste uge af undervisningsforløbet vælger de politiske partier også tre mærkesager, der herefter kommer til at udgøre grundpillen i deres partiprogram for Skolevalg. Elevernes opgave er her at vurdere hvilket parti, der bedst repræsenterer deres holdninger, og som de derfor vil stemme på."
I januar 2020 blev det meldt ud, at skolevalget ville blive udskudt til næste skoleår.

Eleverne kan vælge mellem 20 forskellige mærkesager, som de skal arbejde med, inden den sidste uge, hvor ungdomspartierne løfter sløret for, hvilke mærkesager, de har valgt.
Hvert ungdomsparti har valgt tre mærkesager til skolevalget - de er nævnt herunder med moderpartiernes valgbogstaver.
Mærkesager:
- 30 timers arbejdsuge (Å)
- Afkriminalisér alle stoffer (I)
- Afskaf arveafgiften (O, I, C, D, K)
- Afskaf brugerbetaling på psykologhjælp (A, Ø, K, G)
- Afskaf topskatten (V, I, B)
- Afskaf udviklingsbistanden
- Danmark skal tage 3000 kvoteflygtninge om året (Ø, B, F)
- De rigeste skal betale mere i skat
- Forbyd reklamer for betting og spil
- Hårdere straffe for vold (A, O, V, C, D)
- Indfør flyafgift (Å, B, F, G)
- Mærkning af retoucherede reklamer
- Niveauinddeling i folkeskolen (A, V, C, K)
- Omlæg dele af landbruget til vild natur (Ø, Å, G)
- Privatisér DR
- Registrer nyfødtes DNA
- Skattebetalt frokost på skolen (F)
- Tillad kernekraft i Danmark
- Totalt asylstop (O, D)
- Øg forsvarets budget - (Brug 2 % af BNP på forsvaret)

## Resultater
Resultatet blev en sejr til Socialdemokratiet, der fik sit bedste resultat i et skolevalg til dato. Sammen med Radikale, SF, Enhedslisten og Alternativet kan de skrabe 99 mandater sammen. Skolevalget blev det rødeste valg nogensinde. Radikale Venstre kunne notere sig 6 mandaters fremgang, og indkassere rollen som det næststørsteparti med 14,6 % af stemmerne, mens Nye Borgerlige når spærregrænsen for første gang, og ville blive repræsenteret med 7 mandater.
Valgets store tabere blev Venstre, der fik nedgang i resultatet for 3. gang i træk, og blev forvist til det 4. største parti, og næststørste borgerlige efter Konservative. Derudover blev Dansk Folkeparti så godt som halveret, ved at gå fra 15 til 8 mandater. Det samme blev Alternativet der lige akkurat klarede spærregrænsen med 2,1 %, og måtte se sig gå fra 8 til 4 mandater. Kristendemokraterne blev heller ikke valgt ind denne gang, og måtte endvidere se sin stemmeprocent blive halveret fra sidste valg, fra 1,3 % til 0,7 %.
Veganerpartiet var opstillet for første gang, men manglede blot 12 stemmer fra at nå spærregrænsen, og bliver altså ikke repræsenteret i det fiktive folketing, med 1,97 % af stemmerne.
| Parti | Parti                                       | Leder                                             | Mandater i Folketinget     | Mandater i Folketinget     | Skolevalg 2019             | Skolevalg 2019             | Skolevalg 2021 | Skolevalg 2021 | Ændring  | Ændring |
| Parti | Parti                                       | Leder                                             | Mandater                   | % ved FT19                 | Mandater                   | %                          | Mandater       | %              | Mandater | %       |
| ----- | ------------------------------------------- | ------------------------------------------------- | -------------------------- | -------------------------- | -------------------------- | -------------------------- | -------------- | -------------- | -------- | ------- |
|       | Danmarks Socialdemokratiske Ungdom          | Frederik Vad                                      | Valgt 48. Ved SV: 49       | 25,9 %                     | 41                         | 22,6 %                     | 42             | 23,5 %         | 1        | 0,9 %   |
|       | Radikal Ungdom                              | Jacob Robsøe                                      | Valgt: 16 Ved SV: 14       | 8,6 %                      | 20                         | 11,1 %                     | 26             | 14,6 %         | 6        | 3,5 %   |
|       | Konservativ Ungdom                          | Magnus Von Dreiager                               | Valgt: 12 Ved SV: 12       | 6,6 %                      | 23                         | 13,1 %                     | 26             | 14,2 %         | 3        | 1,1 %   |
|       | Venstres Ungdom                             | Maria Ladegaard                                   | Valgt: 43 Ved SV: 39       | 23,4 %                     | 31                         | 17,0 %                     | 21             | 11,8 %         | 10       | 5,2 %   |
|       | Socialistisk Folkepartis Ungdom             | Anna Kjær                                         | Valgt: 14 Ved SV: 15       | 7,7 %                      | 10                         | 5,7 %                      | 14             | 8,0 %          | 4        | 2,3 %   |
|       | Liberal Alliances Ungdom                    | Simon Fendinge Olsen                              | Valgt: 4 Ved SV: 3         | 2,3 %                      | 18                         | 9,9 %                      | 14             | 7,8 %          | 4        | 2,1 %   |
|       | Socialistisk UngdomsFront & Rød-Grøn Ungdom | Kollektiv(e) Ledelse(r)                           | Valgt: 13 Ved SV: 13       | 6,9 %                      | 9                          | 4,8 %                      | 13             | 7,3 %          | 4        | 2,5 %   |
|       | Dansk Folkepartis Ungdom                    | Tobias Weische                                    | Valgt: 16 Ved SV: 16       | 8,7 %                      | 15                         | 8,4 %                      | 8              | 4,4 %          | 7        | 4,0 %   |
|       | Nye Borgerliges Ungdom                      | Mikkel Bjørn                                      | Valgt: 4 Ved SV: 4         | 2,4 %                      | 0                          | 1,5 %                      | 7              | 3,6 %          | 7        | 2,1 %   |
|       | Alternativets Unge                          | Malthe Uldbæk Iversen & Mikkel Høj Bagger Larsson | Valgt: 5 Ved SV: 1         | 3,0 %                      | 8                          | 4,6 %                      | 4              | 2,1 %          | 4        | 2,5 %   |
|       | Veganerpartiets Ungdom                      | Carl Blom Christensen                             | Ikke opstillingsberettiget | Ikke opstillingsberettiget | Ikke opstillingsberettiget | Ikke opstillingsberettiget | 0              | 1,97 %         | NY       | NY      |
|       | Kristendemokratisk Ungdom                   | Hanna-Maria Smed Molte Lyng                       | Valgt: 0 Ved SV: 1         | 1,7 %                      | 0                          | 1,3 %                      | 0              | 0,7 %          | 0        | 0,6 %   |